# رباعي ميثيل بيبيريديد الليثيوم
 رباعي ميثيل بيبيريديد الليثيوم مركب كيميائي له الصيغة C9H18LiN، وهذا المركب عبارة عن قاعدة عضوية يرمز لها اختصاراً LiTMP.

## الخواص
- يمتاز المركب بخواصه القاعدية حيث أن ثابت الانحلال الحمضي له pKa ≈ 37، وهو بذلك أكثر أميدات الليثيوم القاعدية قوة، لكنه بالمقابل قاعدة غير أليفة النواة.
- يكون المركب ثابتاً في مزيج محلات من رباعي هيدرو الفوران / إيثيل البنزين، وغالباً ما يسوق تجارياً على ذلك الشكل.

## التحضير
يحضر رباعي ميثيل بيبيريديد الليثيوم من تفاعل 6,6,2,2-رباعي ميثيل بيبيريدين مع ن-بوتيل الليثيوم عند الدرجة -78°س، إلا أنه وجد أن التفاعل يجرى بصورة أسرع عند الدرجة 0°س.

## الاستخدامات
يستخدم رباعي ميثيل بيبيريديد الليثيوم في مجال الاصطناع العضوي من أجل تفاعل تشكيل الإينول enolization بشكل انتقائي فراغي للكيتونات مثل بينتانون-3، إلا أن إجراء العملية باستخدام مزيج من رباعي ميثيل بيبيريديد الليثيوم مع بوتيل الليثيوم أدى إلى حدوث انتقائية فراغية أعلى.
كما يساهم رباعي ميثيل بيبيريديد الليثيوم LiTMP في تشكيل إينولات جسرية في وسط من الهيبتان عند الدرجة 25°س.